# Les Fleurs du miel
Pour plus de détails, voir Fiche technique et Distribution.
Les Fleurs du miel est un film français réalisé par Claude Faraldo et sorti en 1976. .

## Synopsis
Dans une maison bourgeoise, Paul intervient pour faire cesser une dispute entre Michel et Sylvie, le couple au domicile duquel il livre des boissons. Il est invité à prendre l'apéritif, puis à souper. Pendant une nuit, il devient « l'aventure » à laquelle Sylvie aspire.

## Fiche technique
- Titre : Les Fleurs du miel
- Réalisation : Claude Faraldo
- Scénario : Claude Faraldo
- Musique : Jefferson Starship
- Photographie : Jean-Marc Ripert
- Montage : Anna Ruiz, Juliane Ruiz
- Son : Antoine Bonfanti, Auguste Galli
- Producteur : Jean-François Davy
- Production : Dimage
- Pays d'origine :  France
- Format : couleur - 1,66:1 - Mono - 35 mm
- Genre : comédie dramatique
- Durée : 95 min
- Date de sortie : France - 7 avril 1976

## Distribution
- Brigitte Fossey : Sylvie
- Gilles Segal : Michel
- Claude Faraldo : Paul
- Mireille Pame : la bonne